# みらい造船
株式会社みらい造船（みらいぞうせん）は、宮城県気仙沼市に本社を置く造船・船舶修繕事業者である。

## 概要
東日本大震災で被災した宮城県気仙沼市の造船事業者5社が、復興のため、造船関連2社と共に2015年（平成27年）に設立した造船会社である。のちに設立母体の造船会社5社は当社に合併した。設立母体各社の事業を引き継ぎ、漁船を中心に各種船舶の新造・修理を行っている。
会社設立後、新工場の建設に着手し、2019年（令和元年）5月に完成した。新工場は、東日本震災の経験を踏まえた津波対応型造船所として建設された。海に向かって開放された船台やドックを設けず、上架位置への船舶の出し入れを昇降装置（「シップリフト」）を介して行うものとし、造船所の主要設備を防潮堤内に収め、リフトとの出入口にも防潮扉を設けている。
2020年（令和2年）9月に、設立母体企業の一つである株式会社ケーヤード（東日本震災で被災後、気仙沼市から北海道根室市に移転していた）と合併した際、根室市の同社造船所を引き継ぎ、北海道支店とした。
2020年に株式会社臼福本店向けに建造した遠洋まぐろ延縄漁船第一昭福丸は、極力陸上生活に近づけた乗組員居住空間や、遠洋まぐろ延縄漁船では初の大型バルバス・バウ、バトックフロー船型の採用等が評価され、日本船舶海洋工学会のシップ・オブ・ザ・イヤー2020漁船・調査船部門賞を受賞した。

## 主要設備

### 本社
本社の設備の状況は、みらい造船公式サイト掲載「施設概要」による（2022年7月18日閲覧）。船台はいずれも建造・修理兼用である。
- 1号船台 76m×37m 対応総トン数935GT
- 2号船台 124m×37m 対応総トン数660GT
- 3号船台 150m×17m 対応総トン数660GT
- 55t走行ジブクレーン
- 新造工場
- 修繕工場
- 南工場
- シップリフト（船舶垂直昇降装置） 対応船舶規模 垂線間長75m×最大幅20m 耐圧荷重2,000t
- 北桟橋 73m×12m
- 南桟橋 73m×12m

船台への船体の上下架はシップリフトを介して行う。入渠船はリフトにより水平状態のまま水中から陸上の船台のレベルまで垂直に持ち上げられた後、牽引されて船台内の上架位置へ移動する。出渠船はこの逆である。この設備の採用により、津波災害への対応として、海に向かって開放された船台やドックを設けず、造船所の主要設備を防潮堤内に収めた構成としている。また、この設備を採用したため船台は一般的な船台とは異なり水平で、ドックとも異なり上架位置周囲は開放されており、作業効率に優れている。垂直昇降装置を介して船舶の上下架を行う造船所としては、日本国内では3例目である。

### 北海道支店
所在地：北海道根室市花咲港288番地
北海道支店の設備の状況は、みらい造船株式会社北海道支店公式サイト掲載「（株）みらい造船 北海道支店 設備概要（花咲港工場）」及び「建造船・船台 状況」による（2024年9月2日閲覧）。
- 東・引揚レール（漁船長期上架修理用） 130m 最大引揚能力150GT
- 中央・引揚レール（漁船長期上架修理用） 105m 最大引揚能力150GT
- 西・引揚レール（新造船用及び短期上架修理用） 110m 最大引揚能力150GT
- 10t走行ジブクレーン
- 造船建屋工場 長さ62m 最大建造能力100GT

## 沿革
- 2015年（平成27年）5月1日 - 東日本大震災で被災した宮城県気仙沼市の造船事業者5社（木戸浦造船株式会社・株式会社吉田造船鉄工所・株式会社澤田造船所・株式会社小鯖造船鉄工所・株式会社ケーヤード（被災後、北海道根室市に移転））及び造船関連企業2社（石川電装株式会社・株式会社小野寺鉄工所）により設立[1]。
- 2016年（平成28年）10月 - 新工場の建設に着手[1]。
- 2018年（平成30年）4月 - 木戸浦造船・吉田造船鉄工所・澤田造船所・小鯖造船鉄工所と合併[1]。
- 2019年（令和元年）5月 - 新工場完成[1]。
- 2020年（令和2年）9月 - ケーヤードと合併[1]。根室市の同社造船所を引き継いで北海道支店とする[4]。